# Гемюнден (Вестервальд)
Гемюнден (нім. Gemünden) — громада в Німеччині, розташована в землі Рейнланд-Пфальц. Входить до складу району Вестервальд. Складова частина об'єднання громад Вестербург.
Площа — 5,19 км2. Населення становить 974 ос. (станом на 31 грудня 2020).